# Johanna Hornberger
Christina Johanna Hornberger, född Söderström 28 mars 1975 i Hedvig Eleonora församling i Stockholm, är en svensk politiker (moderat). Hon är sedan 2 september 2024 kommunstyrelsens ordförande i Danderyds kommun.
Hornberger kandiderade i riksdagsvalet 2022 och blev ersättare. Hon tjänstgjorde som statsrådsersättare för Tobias Billström mellan 18 oktober 2022 och 5 september 2024. I riksdagen var hon suppleant i miljö- och jordbruksutskottet, trafikutskottet och EU-nämnden.